# Festival du cinéma américain de Deauville 1992
Le Festival du cinéma américain de Deauville 1992, la 18e édition du festival, s'est déroulé du 4 au 13 septembre 1992.

## Inédits
- Gas Food Lodging d'Allison Anders
- In the Soup d'Alexandre Rockwell
- Broadway Bound de Paul Bogart
- Equinox d'Alan Rudolph
- Friends and Enemies d'Andrew Frank
- Glengarry (Glengarry Glen Ross) de James Foley
- Incident à Oglala (Incident at Oglala) de Michael Apted
- Light Sleeper de Paul Schrader
- Un faux mouvement (One False Move) de Carl Franklin
- Storyville de Mark Frost
- Swoon de Tom Kalin
- The Waterdance de Neal Jimenez et Michael Steinberg
- Where the Day Takes You de Marc Rocco
- Zebrahead d'Anthony Drazan

## Hommages
- Paul Schrader
- Jessica Tandy
- Jack Lemmon
- Hume Cronyn

## Palmarès
| Prix                               | Lauréat                           |
| ---------------------------------- | --------------------------------- |
| Prix de la critique internationale | Gas Food Lodging d'Allison Anders |
| Prix du public                     | In the Soup d'Alexandre Rockwell  |
| Coup de cœur LTC                   | Gas Food Lodging d'Allison Anders |

## Sélections

### Premières - hors compétition
- Sister Act – Emile Ardolino